# Allan Simonsen (piłkarz)
Allan Rodenkam Simonsen (ur. 15 grudnia 1952 w Vejle) – duński piłkarz grający na pozycji napastnika.
Laureat Złotej Piłki z 1977 roku. Dwukrotny zdobywca Pucharu UEFA (w 1975 i 1979) oraz Pucharu Zdobywców Pucharów (1982).
Reprezentant Danii na Igrzyskach Olimpijskich w Monachium 1972, Mistrzostwach Europy w 1984 i Mistrzostwach Świata w 1986.

## Życiorys
W Vejle BK zadebiutował w 1971. Z tym klubem wywalczył Mistrzostwo Danii w 1971 i 1972 oraz Puchar Danii w 1972. W reprezentacji zadebiutował w lipcu 1972 w towarzyskim meczu z Islandią. W tym meczu, wygranym przez Danię 5-2, strzelił 2 gole. Na Olimpiadzie w Monachium dotarł z reprezentacją swojego kraju do drugiej fazy grupowej. W całym turnieju strzelił trzy gole.
W latach 1972–1979 grał w niemieckiej Borussii Mönchengladbach. W 1975 zdobył Mistrzostwo Niemiec i Puchar UEFA (Simonen strzelił 2 gole w finałach tych rozgrywek). Rok później do kolejnego tytułu mistrza kraju dołożył Puchar Niemiec.
1977 był najlepszy w karierze Duńczyka. Najpierw ze swoim klubem zdobył po raz trzeci Mistrzostwo Niemiec, a 25 maja dotarł do finału Pucharu Mistrzów. W finale, przegranym ostatecznie przez Borussię z Liverpoolem 3-1, Simonsen zdobył jedynego gola dla niemieckiego klubu. Pod koniec roku Duńczyk zdobył Złotą Piłkę, wyprzedzając Kevina Keegana i Michela Platiniego.
W 1979 zdobył kolejny raz Puchar UEFA, zdobywając w finale gola decydującego o zwycięstwie Borussii. W lecie przeniósł się do FC Barcelony. Z tym klubem zdobył Puchar Hiszpanii w 1981 i Puchar Zdobywców Pucharów w następnym roku (w finale zdobył gola). Kiedy Barcelona kupiła Diego Maradonę, Simonsen został wystawiony na listę transferową z powodu obowiązującego wtedy limitu miejsc w składzie dla obcokrajowców.
W 1983 został sprzedany do Charlton Athletic, występującego wówczas w angielskiej drugiej lidze. Simonsen w 16 występach strzelił 9 goli, ale klub miał problemy w opłacaniu jego wysokich zarobków i wkrótce wystawił go na sprzedaż. Duńczyk odrzucił oferty Tottenhamu i kilku włoskich klubów i postanowił wrócić do klubu w którym rozpoczynał piłkarską karierę – Vejle BK.
W reprezentacji prowadzonej przez trenera Seppa Piontka odgrywał kluczową rolę. We wrześniu 1983 strzelił z rzutu karnego bramkę w meczu z Anglią na Wembley, decydującą o awansie Danii na Mistrzostwa Europy w 1984. Był to pierwszy awans reprezentacji na jakikolwiek turniej od Igrzysk Olimpijskich w Monachium w 1972 i pierwszy występ na Mistrzostwach Europy od 1964. W 1983 Simonsen zajął trzecie miejsce w głosowaniu nad przyznaniem Złotej Piłki.
Na turnieju finałowym Mistrzostw Europy w 1984 nie pograł długo – już podczas pierwszego meczu z Francją złamał nogę. Mimo braku Simonsena Dania dotarła do półfinałów.
Był członkiem reprezentacji w 1986, kiedy Dania po raz pierwszy w historii awansowała do finałów Mistrzostw Świata. Podczas turnieju w Meksyku wystąpił tylko w jednym meczu (wszedł na boisko z ławki rezerwowych). Ostatni raz w reprezentacji wystąpił we wrześniu 1986 w meczu z RFN, łącznie w reprezentacji narodowej rozegrał 55 meczów i strzelił 20 goli. Do zakończenia kariery piłkarskiej w 1989 grał w Vejle. Dla tego klubu rozegrał ogółem 282 mecze i strzelił 104 gole.
Niedługo potem został trenerem właśnie w Vejle BK. Był nim 2 lata. Od 1994 do 2001 był selekcjonerem Wysp Owczych, a następnie, w latach 2001–2004 reprezentacji Luksemburga.

## Sukcesy
Krajowe
- Mistrzostwo Danii: 1971, 1972 i 1984 z Vejle BK
- Puchar Danii: 1972 z Vejle BK
- Mistrzostwo Niemiec: 1975, 1976 i 1977 z Borussią Mönchengladbach
- Puchar Niemiec: 1976 z Borussią Mönchengladbach
- Puchar Hiszpanii: 1981 z FC Barcelona

Europejskie
- Puchar UEFA: 1975 i 1979 z Borussią Mönchengladbach
- Puchar Zdobywców Pucharów: 1982 z FC Barceloną